# Norsk fingerört
Norsk fingerört (Potentilla norvegica) är en växtart i familjen rosväxter.

## Externa länkar

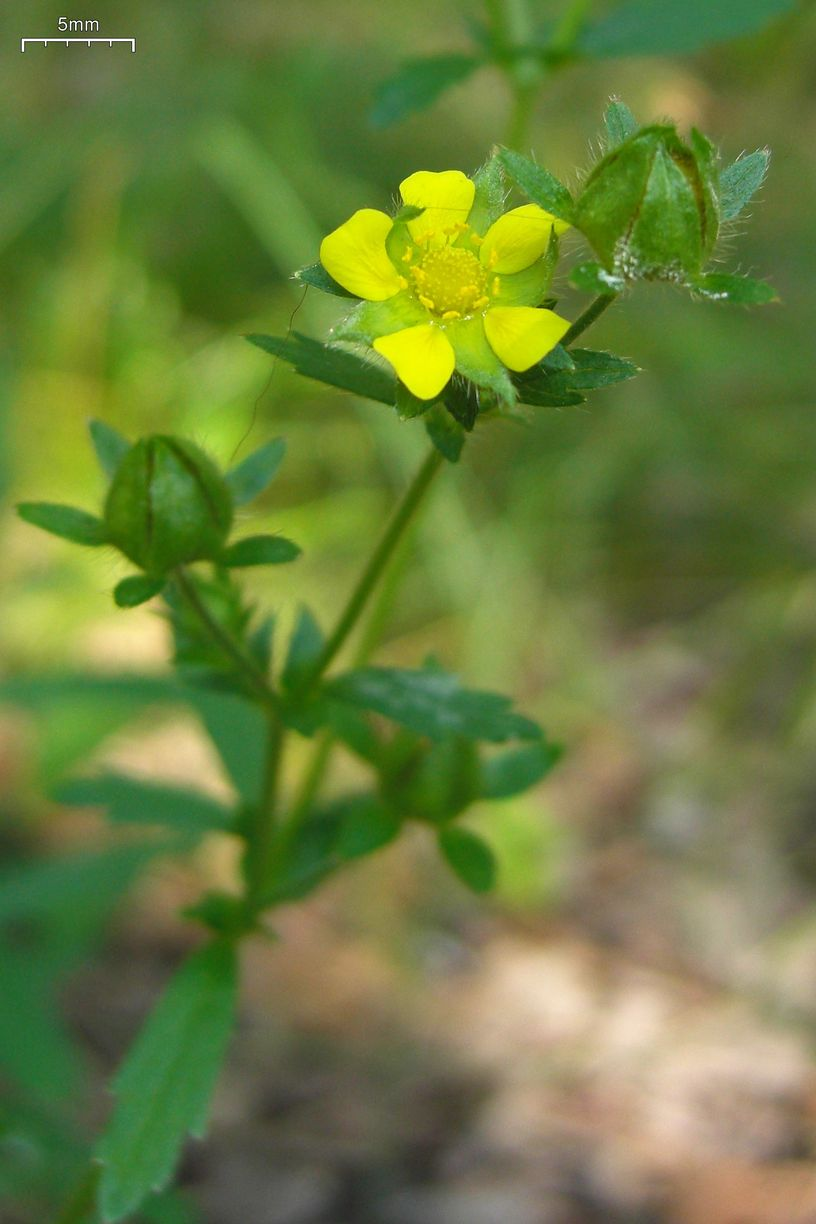
Norsk fingerört (Potentilla norvegica)